# Фатхуллин, Зиннат Равилович
Зиннат Равилович Фатху́ллин (12 ноября 1903, дер. Митраулы, Васильсурского уезда, Нижегородской губернии (ныне с. Андреевка, Сергачского района, Нижегородской области)— 1 января 1988, Ташкент) — узбекский советский писатель и драматург. Заслуженный деятель искусств Узбекской ССР (1963). Лауреат Государственной премии Узбекской ССР имени Хамзы (1971). Народный писатель Узбекской ССР (1983).

## Биография
Татарин. Родился в многодетной крестьянской семье. В 1922 окончил Высшие педагогические курсы, учился на вечернем отделении Ташкентского педагогического института. В 1925—1927 гг. служил в РККА. Попал в Узбекистан. В 1926 году вступил в ВКП (б). Участвовал в борьбе с басмачеством. Стал личным ординарцем Юлдаша Ахунбабаева, Председателя ЦИК Узбекской ССР, с которым, он, как личный охранник ездил по кишлакам. Потом был оставлен на партийной работе в Катта-Кургане, недалеко от Самарканда (1927—1931). Быстро, в течение года-двух, выучил литературный узбекский язык.
Позже, учительствовал, работал в Управлении по делам искусств, на Ташкентской киностудии. В 1942 окончил военный педагогический институт в г. Горьком.
Участник Великой Отечественной войны: с июля 1943 — корреспондент-организатор газеты «За честь Родины» на узбекском языке (1-й Украинский фронт).
После окончания войны был ответственным секретарём в аппарате Союза писателей Узбекистана (1951—1954), возглавлял Узбекское управление по охране авторских прав.
Похоронен в Ташкенте на мемориальном Чигатайском кладбище.

## Творчество
Драматургическую деятельность начал пьесой «Бутоны» (1928) о борьбе народа за новую, счастливую жизнь. В 1930-е гг. им написаны пьесы: «Бутоны» («Ғунчалар», пост. 1930), «Реформа» («Истиқлол», 1933—34) и др. Его одну из первых пьес «Гунчалар» редактировал сам Хамза, основоположник узбекской драматургии. Эта пьеса более тридцати лет шла во всех театрах республики до 1960 годов.
Пьеса «Маска сорвана» (1932) показывает борьбу узбекского народа против буржуазно-националистической идеологии, пьеса «Орел раздавлен» (1931) — борьбу с внутренними и внешними врагами советской власти. Пьесы «Независимость» (1933) и «Золотая осень» (1937) посвящены хлопководам Узбекистана, «В дни испытаний» («Синов кунларида», 1946) — узбекам — героям Отечественной войны. Вопросы ирригации ставит пьеса «Кровь земли» (1963), комедия «Ласточка моей весны» (1964) показывает жизнь колхозников республики.
Пьесы Фатхуллина с успехом шли на сценах театров республики и за её пределами.
В послевоенные годы 3. Фатхуллин наряду с драматическими пишет и прозаические произведения. Его повесть о Герое Советского Союза Кудрате Суюнове «Немеркнущая звезда» выдержала несколько изданий в Ташкенте и в Москве. В Москве вышел также сборник пьес 3. Фатхуллина. Он автор повестей «Бессмертие» («Сўнмас ҳаёт», 1951, рус. пер. 1951), «Я говорю тебе — живи!», музыкальной драмы «Ценою жизни» (совместно с Ш. Сагдуллой — 1957). Его перу принадлежит много очерков и рассказов.
Изданы сборники пьес и избранные произведения 3. Фатхуллина в трёх томах.
Ему также принадлежит сценарий художественного фильма «Возвращайся с солнцем».

## Экранизации
- 1969 - Возвращайся с солнцем

## Награды
- орден Красной Звезды (22.09.1944)
- орден «Знак Почёта» (18.03.1959)[1]
- Народный писатель Узбекской ССР (1983)
- Заслуженный деятель искусств Узбекской ССР (1963)
- Государственная премия Узбекской ССР имени Хамзы (1971).[2]
- медали

## Источник
- Театральная энциклопедия. Том 5 / Глав. ред. П. А. Марков — М.: Советская энциклопедия, 1967.